# Ханларовы
Ханла́ровы — с I половины XIX века в Бакинской губернии были известны два разных бекских рода, которые в дальнейшем породнились между собой путём браков. Один из этих родов возводил своё происхождение к ханам Дербентским, которые в 1759 году были низложены и переселены в Баку Фатали-ханом Кубинским. Второй из них принадлежал к коренным бакинским бекским фамилиям и состоял в родстве с ханами Бакинскими. Родоначальником этой семьи является Искендер-бек, сын которого Гаджи-Керим-бек был женат на неизвестной по имени сестре Даргах-Кули-бека (основателя рода ханов Бакинских).
Ханларовы сосредоточились на занятиях финансовой деятельностью, особенно в период бурного развития капитализма в Баку в конце XIX — начале XX веков. Бакинские беки Ханларовы не занимали высоких должностей на государственной службе, однако на всём протяжении своей истории являлись одной из состоятельных бекских фамилий.

## Известные представители
- Ханларов, Мовсум-бек — учёный и общественный деятель
- Ханларов, Назим-бек — врач и организатор здравоохранения
- Ханларов, Камиль-бек — народный художник СССР
- Ханларов, Талаат-бек — советский и азербайджанский архитектор, академик АН Азербайджана.